# J. C. Kumarappa
J. C. Kumarappa (Joseph Chelladurai Kumarappa, 4 janvier 1892-30 janvier 1960) est un économiste indien, étroitement associé à Mahatma Gandhi.

## Biographie
Kumarappa a eu une éducation de base à Madras (aujourd'hui Chennai) avant de partir à Londres en 1912. Il a travaillé avec Gandhi à partir de 1929, et expérimente ses idées économiques dans l'Inde rurale à partir du milieu des années 1930.
Pionnier dans les théories économiques du développement rural, il lui est attribué le développement des théories basées sur le gandhisme.
Kumarappa a proposé un modèle économique de l'« économie de la permanence », ou chacun doit contribuer à son autosuffisance par son activité agricole ou par la fourniture de services, dans une entité de la taille d'un village qui tend à devenir autosuffisant, au contraire des systèmes économiques orientés vers le consumérisme et l'individualisme, qui pour lui sont intrinsèquement éphémères.

## Influence
De nombreuses organisations indiennes appliquent les principes de l'économie de la permanence, comme le Kumarappa Institute of Gram Swaraj fondé en 1965, le Kumarappa Institute of Rural Technology and Developpement actif depuis 1966. Ce type d'économie a de nombreux points communs avec la décroissance, en particulier l'attention aux ressources naturelles, l'importance de la gestion au niveau local, l'agriculture biologique, l'entraide, les valeurs spirituelles...